# Thallomys loringi
Thallomys loringi é uma espécie de roedor da família Muridae.
Pode ser encontrada nos seguintes países: Quénia e Tanzânia.
Os seus habitats naturais são: florestas secas tropicais ou subtropicais, savanas áridas e matagal árido tropical ou subtropical.